# Вест-Лейпсік (Огайо)
Вест-Лейпсік (англ. West Leipsic) — селище (англ. village) в США, в окрузі Патнем штату Огайо. Населення — 226 осіб (2020).

## Географія
Вест-Лейпсік розташований за координатами 41°6′19″ пн. ш. 84°0′4″ зх. д. / 41.10528° пн. ш. 84.00111° зх. д. (41.105237, -84.001012).  За даними Бюро перепису населення США в 2010 році селище мало площу 0,62 км², уся площа — суходіл.

## Демографія
Згідно з переписом 2010 року, у селищі мешкало 206 осіб у 82 домогосподарствах у складі 55 родин. Густота населення становила 334 особи/км².  Було 93 помешкання (151/км²).
Расовий склад населення:
| - 83,0 % — білих - 1,5 % — азіатів - 0,5 % — чорних або афроамериканців - 13,6 % — осіб інших рас |

До двох чи більше рас належало 1,5 %. Частка іспаномовних становила 29,6 % від усіх жителів.
За віковим діапазоном населення розподілялося таким чином: 24,3 % — особи молодші 18 років, 56,3 % — особи у віці 18—64 років, 19,4 % — особи у віці 65 років та старші. Медіана віку мешканця становила 40,4 року. На 100 осіб жіночої статі у селищі припадало 92,5 чоловіків;  на 100 жінок у віці від 18 років та старших — 100,0 чоловіків також старших 18 років.
Середній дохід на одне домашнє господарство  становив 53 669 доларів США (медіана — 53 125), а середній дохід на одну сім'ю — 57 678 доларів (медіана — 55 000). За межею бідності перебувало 18,4 % осіб, у тому числі 38,2 % дітей у віці до 18 років та 5,9 % осіб у віці 65 років та старших.
Цивільне працевлаштоване населення становило 93 особи. Основні галузі зайнятості: виробництво — 26,9 %, роздрібна торгівля — 15,1 %, освіта, охорона здоров'я та соціальна допомога — 12,9 %.